# Maria Grzywak-Kaczyńska
Marianna (Maria) Jadwiga Grzywak-Kaczyńska (ur. 10 grudnia 1886 w Sosnowcu, zm. 1979) – polska psycholog, docent dr hab. nauk humanistycznych, pionierka w zakresie psychologii szkolnej.

## Życiorys
Była córką Jana Grzywaka, urzędnika kolejowego, i Ludwiki z Kaczorowskich. W 1904 roku ukończyła ośmioklasowe gimnazjum w Dąbrowie Górniczej. W czasie nauki redagowała wraz z koleżankami pismo „Z Oświatą do Ludu”. Po ukończeniu gimnazjum zakłada dwuklasową szkołę przyfabryczną. Bierze udział w rewolucji 1905 roku. W tym samym roku organizuje Kursy dla Dorosłych, które w następnym roku przekształcą się w oddział Uniwersytetu dla Wszystkich.
W 1910 roku podejmuje studia historyczne na Uniwersytecie Jagiellońskim. W 1914 roku wyjeżdża do Szwajcarii, gdzie zaczyna studiować historię i psychologię na Uniwersytecie w Lozannie. W sierpniu 1916 wraca do kraju i zaczyna uczyć historii oraz propedeutyki filozofii w gimnazjum w Dąbrowie Górniczej, które sama ukończyła. 1 września 1919 roku ze względu na stan zdrowia przeniosła się do Zakopanego, gdzie również naucza w gimnazjum. 1 września 1920 roku rozpoczyna naukę w Państwowym Instytucie Pedagogicznym, studiując pod kierunkiem Józefy Joteyko. Jednocześnie dalej wykłada historię i psychologię, tym razem w Gimnazjum Żeńskim J. Jankowskiej-Statkowskiej w Warszawie. Kończy studia uzyskaniem dyplomu w 1923 roku. W 1925 roku ponownie wyjeżdża do Szwajcarii, gdzie pogłębia swoją wiedzę psychologiczną w Instytucie J. J. Rousseau i na Uniwersytecie Genewskim pod kierunkiem Édouarda Claparède’a i Jeana Piageta. W 1927 roku uzyskuje Certificat d’Études i powraca do Polski, gdzie zostaje psychologiem szkolnym w Szkole Eksperymentalnej im. Józefy Joteyko w Warszawie. Ze względu na nowatorskość placówki często wyjeżdża za granicę celem zapoznania się z formami opieki nad dziećmi w innych krajach. Pod koniec lat 20. pracuje także jako psycholog szkolny w I Gimnazjum Miejskim im. gen. Sowińskiego w Warszawie. Kontynuuje studia uzyskując w 1935 roku dyplom doktora filozofii pod kierunkiem Édouarda Claparède’a. Bierze udział w wielu konferencjach naukowych w całej Europie.
Po wybuchu II wojny światowej na krótki czas przerywa działalność naukową. W 1941 roku wraca w roli wykładowcy na tajnej Szkole Higieny Psychicznej w Zagórzu pod Warszawą, w której uczy do końca wojny. Po zakończeniu działań wojennych pozostaje w szkole do jej likwidacji w 1952, pełniąc funkcję dziekana. Od 1947 do 1952 roku jest równocześnie Kierownikiem Pracowni Psychologii Eksperymentalnej i Charakterologii w Państwowym Instytucie Higieny Psychicznej. W 1959 roku rozpoczyna pracę na Katolickim Uniwersytecie Lubelskim. Na początku 1961 roku organizuje Zakład Psychologii Stosowanej KUL, którego kierownikiem pozostaje do końca swej pracy akademickiej. W tym samym roku habilituje się na podstawie rozprawy pt. Rola schematów uogólniających w tworzeniu się pojęć u dzieci. W 1962 roku uzyskuje stanowisko docenta. W 1970 roku zakończyła pracę na Katolickim Uniwersytecie Lubelskim, chcąc poświęcić się badaniom naukowym oraz pracy redaktorskiej i społecznej.
W ciągu swojej kariery naukowej była członkiem założycielem Polskiego Towarzystwa Psychologicznego, członkiem Polskiego Towarzystwa Higieny Psychicznej i Zdrowia Psychicznego, członkiem Polskiego Towarzystwa Walki z Kalectwem, członkiem korespondentem Towarzystwa Naukowego KUL, redaktorem naczelnym dwumiesięcznika PTHP „Zagadnienia Wychowawcze w Aspekcie Zdrowia Psychicznego”, współredaktorem wydawnictwa „Problemy Psychoterapii Dzieci i Młodzieży”, konsultantem naukowym Sekcji Psychoterapii Dzieci i Młodzieży PTHP oraz członkiem komitetu redakcyjnego kwartalnika PTHP „Zdrowie Psychiczne, Zagadnienia Higieny Psychicznej, Psychiatrii i Psychologii Klinicznej.

## Życie prywatne
W 1910 roku wyszła za mąż za Mariana Kaczyńskiego, który był jej kolegą z czasów studiów w Krakowie.

## Publikacje[9][10]
- Próby zastosowania testów do badania i organizowania pracy szkolnej, Warszawa 1931.
- Testy i normy do użytku szkół powszechnych, Warszawa 1933.
- O odraczaniu dzieciom obowiązku szkolnego. Przyczynek do zagadnienia dojrzałości szkolnej dzieci, Warszawa 1933.
- Powodzenie szkolne a inteligencja, Warszawa 1935.
- Testy w szkole, Warszawa 1960.
- Podręcznik do metody Rorschacha, Warszawa 1967.
- Erotyka w aspekcie zdrowia psychicznego, Warszawa 1973.
- Psychologia dla każdego, Warszawa 1975.
- Trud rozwoju, Warszawa 1988.